# Апни (станция метро)
Апни (англ. Upney tube station) — наземная станция лондонского метро, расположенная в районе Баркинг округа Баркинг-энд-Дагенхэм в восточном Лондоне. Находится на линии «Дистрикт» станцией Баркинг на западе и станцией Биконтри [/ˈbɛkəntriː/ или /ˈbiːkəntriː/] на востоке. Это 10,96 км (6,81 мили) по линии от восточной конечной остановки в Апминстере и 23,24 км (14,44 мили) до Эрлс-корта в центре Лондона, где линия разделяется на несколько веток. Станция относится к четвёртой тарифной зоне Лондона.

## Описание
Станционные помещения построены в типичном стиле 1930-х годов, а платформа островного типа соединяется наклонной переходной галереей, ведущей в кассовый зал. Дизайн станции аналогичен близлежащим станциям линии «Дистрикт» «Dagenham Heathway» и «Эльм-парк». Вестибюль станции расположен на улице Апни-Лейн (Баркинг).

## История станции
Станция была открыта 12 сентября 1932 года Лондонской, Мидлендской и Шотландской железными дорогами (англ. London, Midland and Scottish Railway), при этом электрифицированный участок был продлён от станции «Баркинг» до «Апминстер». С момента открытия на станции останавливались поезда линии «Дистрикт».
Параллельная линия железной дороги в направлении Саутенд-он-Си действовала с 1888 года. Поезда линии «Дистрикт» курсировали по ней в период с 1905 по 1908 год, хотя в то время они ходили под паровозами, а остановки на Апни не было.
В 2014 году суммарный пассажирооборот по станции составил 2 530 000 человек, а в 2017 — 2 700 000 человек.

## Трафик
В непиковые часы через станцию следуют:
- 12 пар/ч (пар поездов в час) в восточном направлении до станции «Апминстер[англ.]» (платформа N2).
- 6 пар/ч (пар поездов в час) в западном направлении до станции «Илинг Бродвей» (платформа N1).
- 6 пар/ч (пар поездов в час) в западном направлении до станции «Ричмонд» (платформа N1).

## Транспортные связи
- Возле вестибюля станции расположена остановка 62-го автобусного маршрута городского пассажирского транспорта[3].

## Иллюстрации

Станция «Апни»
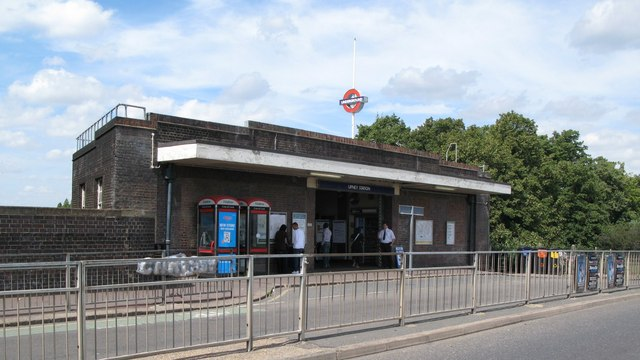
Вестибюль
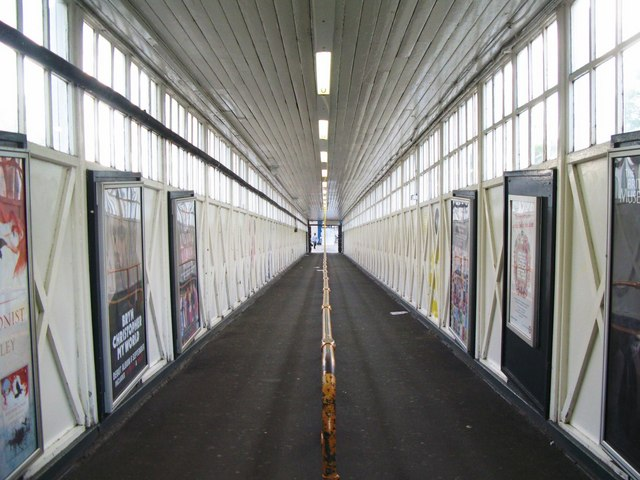
Пандус на платформу
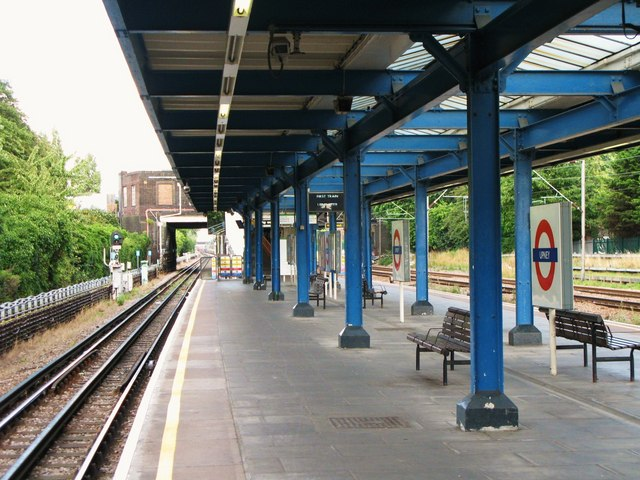
Островная платформа
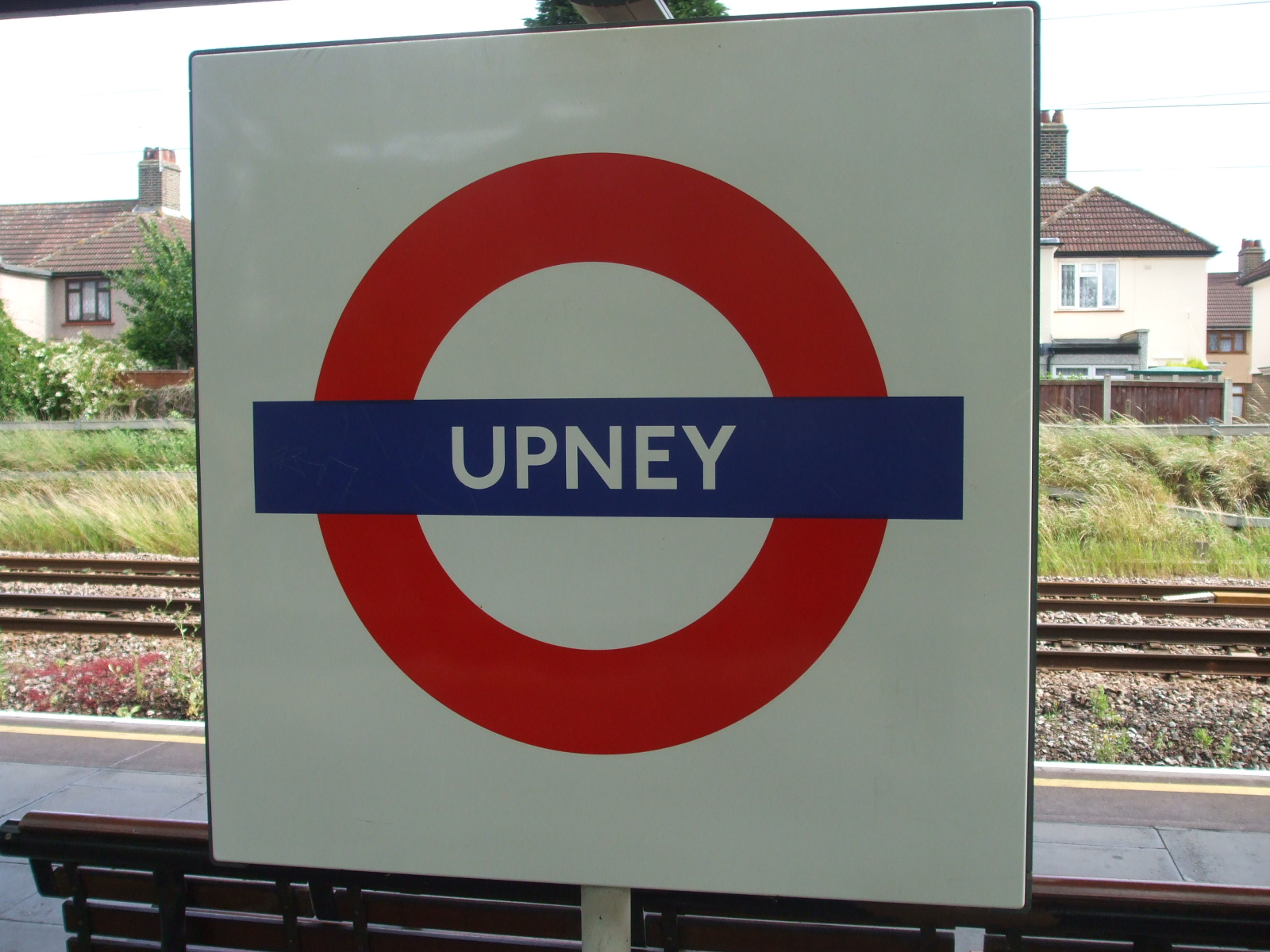
Рондель